# Bhaisadzsjaguru
Bhaisadzsjaguru, avagy Bhaisadzsja-guru-vaidúrja-prabhá-rádzsa „Az orvostudomány királya mester és lapis lazuli fény”) a gyógyítás és az orvostudomány buddhája a mahájána buddhizmusban. Az általános elnevezése "Gyógyító Buddha", utalva arra, hogy ő az az orvos, aki meggyógyítja az érző lények szenvedéseit (dukkha) a tanításai által.
A neve eredetileg rádzsa (király) volt, azonban Hszüan-cang (Xuanzang) fordításában megjelent a tathágata (Buddha) szó. Hszüan-cang (Xuanzang) fordítását a későbbi korok fordításai és szövegmagyarázatai is megőrizték. Bhaisadzsjaguru ábrázolása buddhaszerű, amelyet kiegészít egy orvosi kőedény. A Kelet védelmezőjének is tartják személyét, ám ilyenkor Aksobhja néven szerepel. Kivétel, amikor a Kója-hegyi Kongóbu-dzsi templom főképén Aksobhja helyett használták Bhaisadzsjagurut.

## Eredete
Bhaisadzsjagurut részletesen jellemzi a róla elnevezett Bhaisadzsja-guru-vaidúrja-prabhá-rádzsa-szútra, amelyet röviden csak Gyógyító Buddha szútrának neveznek. Ebben a szútrában Bhaisadzsjaguru bódhiszattvaként tizenkét pontból álló fogadalmat tesz. A buddhaság elérése után válik a keleti Tiszta Föld (Vaidúrjanirbhásza „tiszta lapis lazuli”) buddhájává, ahol két bodhiszattva segítője akadt, az egyik a napfényt, a másik a holdfényt szimbolizálja:
- Szurjaprabha (zsi-kuang pian-csao pusza (rìguāng biànzhào púsà), 日光遍照菩薩)
- Csandraprabha (jüe-kuang pian-csao pusza (yuèguāng biànzhào púsà), 月光遍照菩薩)

A Bhaisadzsja-guru-vaidúrja-prabhá-rádzsa-szútra egyik szanszkrit kézirata, amely a pakisztáni Gilgit közelében talált leletek között szerepelt, bizonyítja Bhaisadzsjaguru népszerűségét Gandhárában, az ősi, északnyugat-indiai királyságban. A 7. századnál korábbi kéziratok gupta írással készültek.
Hszüan-cang (Xuanzang) kínai szerzetes a 7. században járt abban a bámiján-völgyi mahászánghika kolostorban, amelyre később rábukkantak régészek is. Nyírfakéregre készített mahájána szútra kéziratmaradványokat találtak a helyszínen, és köztük szerepelt a Bhaisadzsja-guru-vaidúrja-prabhá-rádzsa-szútra (MS 2385) is.

## A tizenkét fogadalom
A Gyógyító Buddha megvilágosodása után tett tizenkét fogadalma a Gyógyító Buddha szútra szerint a következő:
1. a teste vakító fényével számtalan világot fog besugározni.
2. tisztán sugárzó testének fényével fel fogja ébreszteni a sötétben tartózkodó lények elméjét.
3. biztosítani fogja az érző lények anyagi szükségleteit.
4. a más úton járókat elvezeti a mahájána ösvényre.
5. segíti az érző lényeket, hogy betarthassák erkölcsi fogadalmaikat.
6. meggyógyítja az érző lények minden betegségét - mind testi, mind tudati (vagy érzelmi)
7. támaszt nyújt a betegeknek.
8. segít a női mivoltukkal elégedetlen nőknek, hogy férfivá szülessenek újjá.
9. a lényeket kiszabadítja a démonok hálójából és az „eretnek” szekták béklyójából.
10. segíteni fog az elítélteknek és a megalázottaknak, hogy megszabaduljanak a szenvedéseiktől.
11. Segíteni fog az éhezőknek és szomjazóknak.
12. Segíteni fog a nyomorgóknak, ruhátlanoknak, fázóknak, melegtől és rovarcsípésektől szenvedőknek, hogy legyen élhetőbb a környezetük.[7]

## Ábrázolása

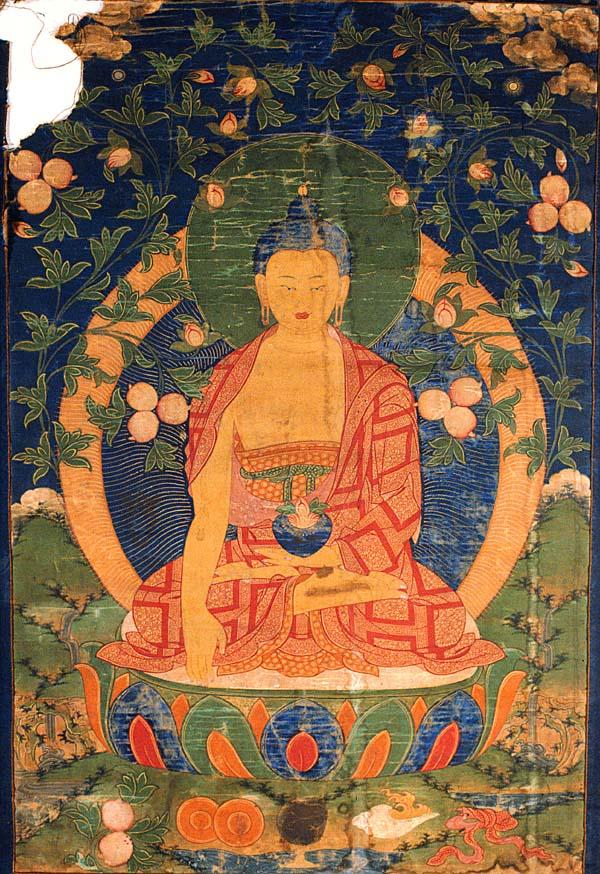
Bhaisadzsjaguru tibeti ábrázolása

Bhaisadzsjagurut általában ülve ábrázolják. A buddhista szerzetesek ruháját (kaszája) viseli, bal kezében lapis-kő színű edény gyógyító nektárral, jobb keze a jobb térdén nyugszik, és az aruna gyümölcs (latin: Terminalia chebula) magját tartja a hüvelyk és a mutatóujja között. A szútra szerint az aurája is lapis-kék színű. A kínai ábrázolásban olykor egy pagodát is tart, amely a három történelmi kor tízezer buddháját szimbolizálja. Az amerikai Metropolitan művészeti múzeumban szerepel egy sírkövön két segítőja, Szurjaprabha és Csandraprabha, társaságában. A dicsfényében hét buddha és hét apszara (női mitológiai lények) szerepel.

## Szerepe a kínai buddhizmusban

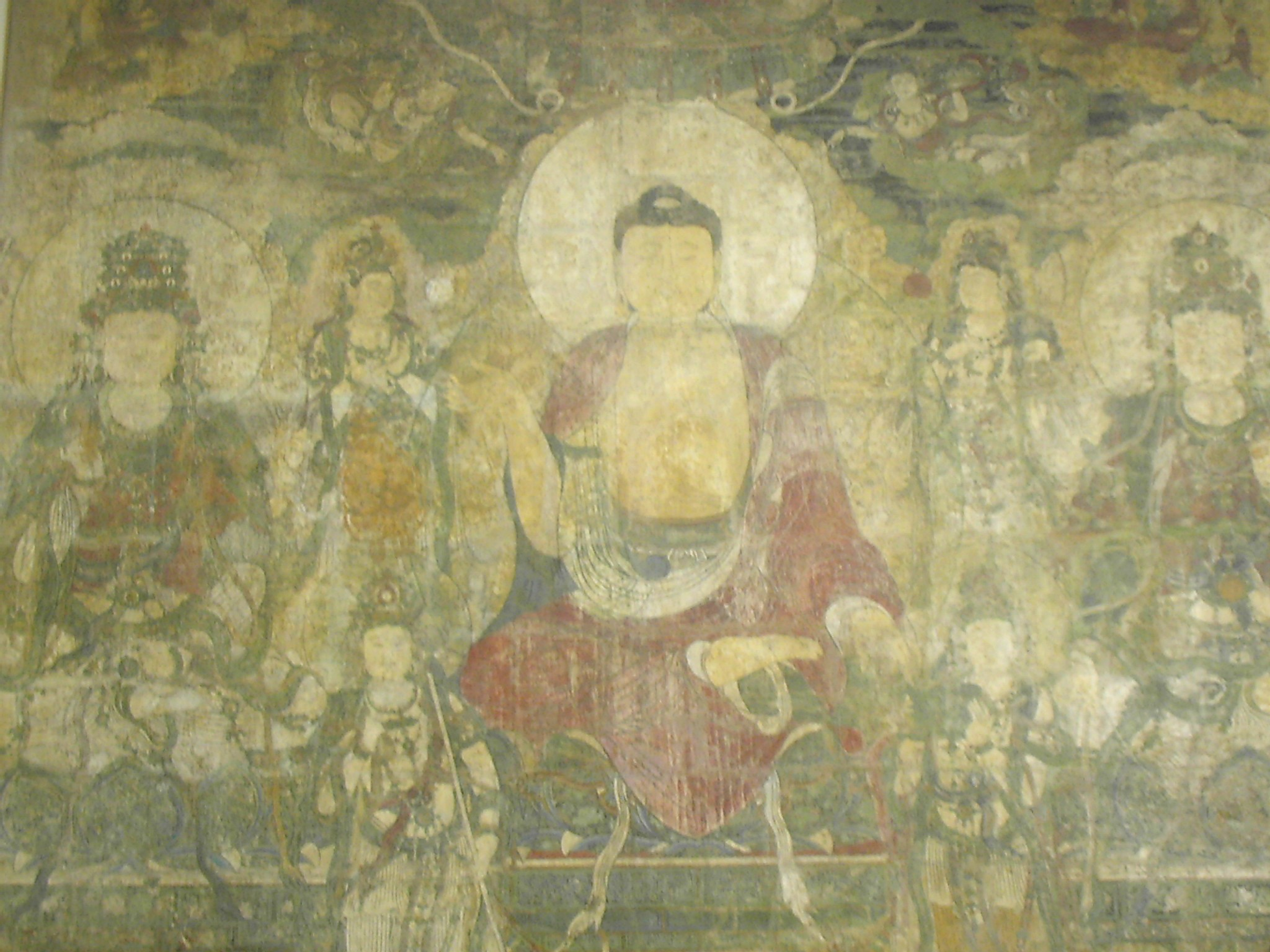
Bhaisadzsjaguru Tiszta Földje, sírkő, 1319, Jüan-dinasztia

A Gyógyító Buddha imádata népszerű Kínában, aki a három buddha egyike (a másik kettő Sákjamuni és Amitábha). Egyesek úgy tekintenek rá mint Sákjamuni gyógyító attribútumára, és a szútrákban úgy nevezik, hogy a „Gyógyító király”. Ennek a szútrának két népszerű fordítása létezik. Az egyiket Hszüan-cang (Xuanzang) írta a másikat egy Ji-csing (Yijing) nevű szerzetes, mindkettő a Tang-dinasztia korából származik. A Taisó Tripitaka és a Csien-lung Tripitaka is három fordítást tartalmaz különböző címekkel. A Ji-csing (Yijing) által készített fordításban nem csak a Gyógyító Buddha fogadalma szerepel, hanem a hét múltbéli buddha fogadalmai is.
A tibeti buddhistákhoz hasonlóan a kínai buddhisták is a Gyógyító Buddha mantrát recitálják, hogy legyőzzék a mentális, a fizikális és a spirituális betegségeket. A Gyógyító Buddha szútrát gyakran szavalják a kínai templomokban is. Ezen felül, az Amitábha kántáláshoz hasonlóan, Bhaisadzsjaguru nevét is mantrázzák annak érdekében, hogy a keleti Tiszta Földön szülessenek újjá.

## Szerepe a japán buddhizmusban
Japánban a 7. századtól kezdve Jakusihoz imádkoztak a kínai buddhisták Asuku (Aksobhja) helyett.  Jakusi néhány szerepét azután Dzsizó (Ksitigarbha) vette át, de a mai napig Jakusit idézik meg a hagyományos tiszteletadási szertartások alkalmával az elhunyt személyekre történő megemlékezésekkor.
A tendai és singon szekták régi templomaiban, főleg Kiotó, Nara és Kinki régiók közelében, még mindig Jakusi áll az imádat középpontjában - a későbbi szektákkal ellentétben, ahol már Amitábha Buddha vagy Kannon bodhiszattva a központi alak.  A Jakusit üdvözítő buddhista templomokban gyakran szerepel még a tizenkét mennyei tábornok (juni-sinsó, 十二神将), mitológiai lények, akik a  Bhaisadzsja-guru-vaidúrja-prabhá-rádzsa-szútra hallatára tértek át a buddhizmusra.

## Szerepe a tibeti buddhizmusban
A Gyógyító Buddha gyakorlata egyszerre segít legyőzni a fizikai és a mentális eredetű betegségeket, valamint a zavaró érzelmeket, mint például a gyűlölet, az irigység, a túlzott ragaszkodás, kevélység, stb. Egyesek a negatív karmák tisztítására is használják ezt a mantrát.
Fertőzéses kor esetén egy általános gyógymód a mantra 108-szori ismétlése egy pohár víz előtt. Az ilyen módon a Gyógyító Buddha által is megáldott vizet azután meg szokták inni a teljes hatás eléréséhez. A gyógyulásig ezt a folyamatot minden nap meg szokták ismételni.